# Guerra de los ocho príncipes
La guerra de los ocho príncipes, la rebelión de los ocho reyes o la rebelión de los ocho príncipes (en chino tradicional, 八王之亂; en chino simplificado, 八王之乱; pinyin, bā wáng zhī luàn; Wade-Giles, pa wang chih luan) fue una serie de guerras civiles entre reyes/príncipes (en chino, wáng 王) de la Dinastía Jin (266-420) desde el 291 al 306 d. C. El punto clave de la discordia en estos conflictos fue la regencia sobre el discapacitado emperador Hui de Jin. El nombre del conflicto se deriva de las biografías de los ocho príncipes recopiladas en el capítulo 59 del Libro de Jin (Jinshu).
El término «guerra de los ocho príncipes» es un nombre poco apropiado: en lugar de un conflicto continuo, la guerra de los ocho príncipes vio intervalos de paz interpuestos con períodos cortos e intensos de conflicto interno. En ningún momento de todo el conflicto estuvieron los ocho príncipes de un lado de la lucha (a diferencia de, por ejemplo, la rebelión de los Siete Estados). La traducción literal desde el chino, desorden de los ocho reyes, puede ser más apropiada en este sentido.
Si bien los conflictos iniciales fueron relativamente menores y se limitaron a la capital imperial de Luoyang y sus alrededores, el alcance de la guerra se expandió con cada nuevo príncipe que ingresaba a la lucha. Los numerosos grupos tribales del norte y el noroeste que habían sido fuertemente reclutados por el ejército explotaron el caos para tomar el poder. Al concluir, la guerra devastó el poderío de los Jin en el norte de China y marcó el comienzo de la era de los levantamientos de Wu Hu que terminaron con el Jin Occidental, provocando siglos de guerra entre los reinos bárbaros del norte y las dinastías del sur de China.

## Los ocho príncipes
Si bien muchos príncipes participaron en el conflicto, los ocho principales en este conflicto, por los cuales recibe su nombre, fueron:
| Príncipe            | Título                       | Período de vida |
| ------------------- | ---------------------------- | --------------- |
| Sima Liang          | Príncipe Wencheng de Runan   | 233-291         |
| Sima Wei            | Príncipe Yin de Chu          | 271-291         |
| Sima Lun            | Príncipe de Zhao             | 250-301         |
| Sima Jiong          | Príncipe Wumin de Qi         | ?-302           |
| Sima Ai (o Sima Yi) | Príncipe Li de Changsha      | 277-304         |
| Sima Ying           | Príncipe de Chengdu          | 279-306         |
| Sima Yong           | Príncipe de Hejian           | ?-307           |
| Sima Yue            | Príncipe Xiaoxian de Donghai | ?-311           |

Otras personas destacadas en este proceso fueron el emperador Hui de Jin, el corregente Yang Jun, la emperatriz viuda Yang, la emperatriz Jia Nanfeng y el ministro principal Wei Guan. También es importante señalar que los títulos feudales de los príncipes no reflejan su base de operaciones. Por ejemplo, aunque Sima Ying era el príncipe de Chengdu, operó principalmente en Ye durante toda la guerra y nunca estuvo cerca de su feudo.

### Árbol genealógico
| - – Emperadores. - – Ocho príncipes. - - - - - - = La línea discontinua denota una adopción. |

|                                                    |                                                    |                                                    |                                                    |                                                    |                                                    |  |  |                                                |                                                |                                                |                                                |                                                |                                                |  |  |                                                               |                                                               |                                                               |                                                               |                                                               |                                                               |  |  | Sima Fang 司馬防 149–219                                     |                                                              |                                                              |                                                              |                                                              |                                                              |  |  |                                         |                                         |                                         |                                         |                                         |                                         |  |  |                                                               |                                                               |                                                               |                                                               |                                                               |                                                               |  |  |                                                 |                                                 |                                                 |                                                 |                                                 |                                                 |  |  |                                                     |                                                     |                                                     |                                                     |                                                     |                                                     |  |  |  |  |  |  |  |  |  |  |  |  |  |  |  |  |  |  |  |  |  |  |  |  |  |  |  |  |  |  |  |  |  |  |  |  |  |  |  |  |  |  |  |  |  |  |  |  |  |  |  |  |  |  |  |  |
|                                                    |                                                    |                                                    |                                                    |                                                    |                                                    |  |  |                                                |                                                |                                                |                                                |                                                |                                                |  |  |                                                               |                                                               |                                                               |                                                               |                                                               |                                                               |  |  |                                                              |                                                              |                                                              |                                                              |                                                              |                                                              |  |  |                                         |                                         |                                         |                                         |                                         |                                         |  |  |                                                               |                                                               |                                                               |                                                               |                                                               |                                                               |  |  |                                                 |                                                 |                                                 |                                                 |                                                 |                                                 |  |  |                                                     |                                                     |                                                     |                                                     |                                                     |                                                     |  |  |  |  |  |  |  |  |  |  |  |  |  |  |  |  |  |  |  |  |  |  |  |  |  |  |  |  |  |  |  |  |  |  |  |  |  |  |  |  |  |  |  |  |  |  |  |  |  |  |  |  |  |  |  |  |
|                                                    |                                                    |                                                    |                                                    |                                                    |                                                    |  |  |                                                |                                                |                                                |                                                |                                                |                                                |  |  |                                                               |                                                               |                                                               |                                                               |                                                               |                                                               |  |  |                                                              |                                                              |                                                              |                                                              |                                                              |                                                              |  |  |                                         |                                         |                                         |                                         |                                         |                                         |  |  |                                                               |                                                               |                                                               |                                                               |                                                               |                                                               |  |  |                                                 |                                                 |                                                 |                                                 |                                                 |                                                 |  |  |                                                     |                                                     |                                                     |                                                     |                                                     |                                                     |  |  |  |  |  |  |  |  |  |  |  |  |  |  |  |  |  |  |  |  |  |  |  |  |  |  |  |  |  |  |  |  |  |  |  |  |  |  |  |  |  |  |  |  |  |  |  |  |  |  |  |  |  |  |  |  |
| Sima Lang 司馬朗 171–217                           | Sima Lang 司馬朗 171–217                           | Sima Lang 司馬朗 171–217                           | Sima Lang 司馬朗 171–217                           | Sima Lang 司馬朗 171–217                           | Sima Lang 司馬朗 171–217                           |  |  | Sima Fu 司馬孚 180–272 Príncipe Xian de Anping | Sima Fu 司馬孚 180–272 Príncipe Xian de Anping | Sima Fu 司馬孚 180–272 Príncipe Xian de Anping | Sima Fu 司馬孚 180–272 Príncipe Xian de Anping | Sima Fu 司馬孚 180–272 Príncipe Xian de Anping | Sima Fu 司馬孚 180–272 Príncipe Xian de Anping |  |  |                                                               |                                                               |                                                               |                                                               |                                                               |                                                               |  |  | Sima Yi 司馬懿 179–251 Emperador Xuan Reconocimiento póstumo | Sima Yi 司馬懿 179–251 Emperador Xuan Reconocimiento póstumo | Sima Yi 司馬懿 179–251 Emperador Xuan Reconocimiento póstumo | Sima Yi 司馬懿 179–251 Emperador Xuan Reconocimiento póstumo | Sima Yi 司馬懿 179–251 Emperador Xuan Reconocimiento póstumo | Sima Yi 司馬懿 179–251 Emperador Xuan Reconocimiento póstumo |  |  |                                         |                                         |                                         |                                         |                                         |                                         |  |  |                                                               |                                                               |                                                               |                                                               |                                                               |                                                               |  |  |                                                 |                                                 |                                                 |                                                 |                                                 |                                                 |  |  | Sima Kui 司馬馗                                     | Sima Kui 司馬馗                                     | Sima Kui 司馬馗                                     | Sima Kui 司馬馗                                     | Sima Kui 司馬馗                                     | Sima Kui 司馬馗                                     |  |  |  |  |  |  |  |  |  |  |  |  |  |  |  |  |  |  |  |  |  |  |  |  |  |  |  |  |  |  |  |  |  |  |  |  |  |  |  |  |  |  |  |  |  |  |  |  |  |  |  |  |  |  |  |  |
| Sima Lang 司馬朗 171–217                           | Sima Lang 司馬朗 171–217                           | Sima Lang 司馬朗 171–217                           | Sima Lang 司馬朗 171–217                           | Sima Lang 司馬朗 171–217                           | Sima Lang 司馬朗 171–217                           |  |  | Sima Fu 司馬孚 180–272 Príncipe Xian de Anping | Sima Fu 司馬孚 180–272 Príncipe Xian de Anping | Sima Fu 司馬孚 180–272 Príncipe Xian de Anping | Sima Fu 司馬孚 180–272 Príncipe Xian de Anping | Sima Fu 司馬孚 180–272 Príncipe Xian de Anping | Sima Fu 司馬孚 180–272 Príncipe Xian de Anping |  |  |                                                               |                                                               |                                                               |                                                               |                                                               |                                                               |  |  | Sima Yi 司馬懿 179–251 Emperador Xuan Reconocimiento póstumo | Sima Yi 司馬懿 179–251 Emperador Xuan Reconocimiento póstumo | Sima Yi 司馬懿 179–251 Emperador Xuan Reconocimiento póstumo | Sima Yi 司馬懿 179–251 Emperador Xuan Reconocimiento póstumo | Sima Yi 司馬懿 179–251 Emperador Xuan Reconocimiento póstumo | Sima Yi 司馬懿 179–251 Emperador Xuan Reconocimiento póstumo |  |  |                                         |                                         |                                         |                                         |                                         |                                         |  |  |                                                               |                                                               |                                                               |                                                               |                                                               |                                                               |  |  |                                                 |                                                 |                                                 |                                                 |                                                 |                                                 |  |  | Sima Kui 司馬馗                                     | Sima Kui 司馬馗                                     | Sima Kui 司馬馗                                     | Sima Kui 司馬馗                                     | Sima Kui 司馬馗                                     | Sima Kui 司馬馗                                     |  |  |  |  |  |  |  |  |  |  |  |  |  |  |  |  |  |  |  |  |  |  |  |  |  |  |  |  |  |  |  |  |  |  |  |  |  |  |  |  |  |  |  |  |  |  |  |  |  |  |  |  |  |  |  |  |
|                                                    |                                                    |                                                    |                                                    |                                                    |                                                    |  |  |                                                |                                                |                                                |                                                |                                                |                                                |  |  |                                                               |                                                               |                                                               |                                                               |                                                               |                                                               |  |  |                                                              |                                                              |                                                              |                                                              |                                                              |                                                              |  |  |                                         |                                         |                                         |                                         |                                         |                                         |  |  |                                                               |                                                               |                                                               |                                                               |                                                               |                                                               |  |  |                                                 |                                                 |                                                 |                                                 |                                                 |                                                 |  |  |                                                     |                                                     |                                                     |                                                     |                                                     |                                                     |  |  |  |  |  |  |  |  |  |  |  |  |  |  |  |  |  |  |  |  |  |  |  |  |  |  |  |  |  |  |  |  |  |  |  |  |  |  |  |  |  |  |  |  |  |  |  |  |  |  |  |  |  |  |  |  |
| Sima Wang 司馬望 205–271 Príncipe Cheng de Yiyang  | Sima Wang 司馬望 205–271 Príncipe Cheng de Yiyang  | Sima Wang 司馬望 205–271 Príncipe Cheng de Yiyang  | Sima Wang 司馬望 205–271 Príncipe Cheng de Yiyang  | Sima Wang 司馬望 205–271 Príncipe Cheng de Yiyang  | Sima Wang 司馬望 205–271 Príncipe Cheng de Yiyang  |  |  | Sima Gui 司馬瓌 d. 274 Príncipe Lie de Taiyuan | Sima Gui 司馬瓌 d. 274 Príncipe Lie de Taiyuan | Sima Gui 司馬瓌 d. 274 Príncipe Lie de Taiyuan | Sima Gui 司馬瓌 d. 274 Príncipe Lie de Taiyuan | Sima Gui 司馬瓌 d. 274 Príncipe Lie de Taiyuan | Sima Gui 司馬瓌 d. 274 Príncipe Lie de Taiyuan |  |  | Sima Zhao 司馬昭 211–265 Emperador Wen Reconocimiento póstumo | Sima Zhao 司馬昭 211–265 Emperador Wen Reconocimiento póstumo | Sima Zhao 司馬昭 211–265 Emperador Wen Reconocimiento póstumo | Sima Zhao 司馬昭 211–265 Emperador Wen Reconocimiento póstumo | Sima Zhao 司馬昭 211–265 Emperador Wen Reconocimiento póstumo | Sima Zhao 司馬昭 211–265 Emperador Wen Reconocimiento póstumo |  |  | Sima Liang 司馬亮 d. 291 Príncipe Wencheng de Runan          | Sima Liang 司馬亮 d. 291 Príncipe Wencheng de Runan          | Sima Liang 司馬亮 d. 291 Príncipe Wencheng de Runan          | Sima Liang 司馬亮 d. 291 Príncipe Wencheng de Runan          | Sima Liang 司馬亮 d. 291 Príncipe Wencheng de Runan          | Sima Liang 司馬亮 d. 291 Príncipe Wencheng de Runan          |  |  | Sima Lun 司馬倫 d. 301 Príncipe de Zhao | Sima Lun 司馬倫 d. 301 Príncipe de Zhao | Sima Lun 司馬倫 d. 301 Príncipe de Zhao | Sima Lun 司馬倫 d. 301 Príncipe de Zhao | Sima Lun 司馬倫 d. 301 Príncipe de Zhao | Sima Lun 司馬倫 d. 301 Príncipe de Zhao |  |  | Sima Shi 司馬師 208–255 Emperador Jing Reconocimiento póstumo | Sima Shi 司馬師 208–255 Emperador Jing Reconocimiento póstumo | Sima Shi 司馬師 208–255 Emperador Jing Reconocimiento póstumo | Sima Shi 司馬師 208–255 Emperador Jing Reconocimiento póstumo | Sima Shi 司馬師 208–255 Emperador Jing Reconocimiento póstumo | Sima Shi 司馬師 208–255 Emperador Jing Reconocimiento póstumo |  |  | Sima Zhou 司馬伷 227–283 Príncipe Wu de Langya  | Sima Zhou 司馬伷 227–283 Príncipe Wu de Langya  | Sima Zhou 司馬伷 227–283 Príncipe Wu de Langya  | Sima Zhou 司馬伷 227–283 Príncipe Wu de Langya  | Sima Zhou 司馬伷 227–283 Príncipe Wu de Langya  | Sima Zhou 司馬伷 227–283 Príncipe Wu de Langya  |  |  | Sima Tai 司馬泰 d. 299 Príncipe Wenxian de Gaomi    | Sima Tai 司馬泰 d. 299 Príncipe Wenxian de Gaomi    | Sima Tai 司馬泰 d. 299 Príncipe Wenxian de Gaomi    | Sima Tai 司馬泰 d. 299 Príncipe Wenxian de Gaomi    | Sima Tai 司馬泰 d. 299 Príncipe Wenxian de Gaomi    | Sima Tai 司馬泰 d. 299 Príncipe Wenxian de Gaomi    |  |  |  |  |  |  |  |  |  |  |  |  |  |  |  |  |  |  |  |  |  |  |  |  |  |  |  |  |  |  |  |  |  |  |  |  |  |  |  |  |  |  |  |  |  |  |  |  |  |  |  |  |  |  |  |  |
| Sima Wang 司馬望 205–271 Príncipe Cheng de Yiyang  | Sima Wang 司馬望 205–271 Príncipe Cheng de Yiyang  | Sima Wang 司馬望 205–271 Príncipe Cheng de Yiyang  | Sima Wang 司馬望 205–271 Príncipe Cheng de Yiyang  | Sima Wang 司馬望 205–271 Príncipe Cheng de Yiyang  | Sima Wang 司馬望 205–271 Príncipe Cheng de Yiyang  |  |  | Sima Gui 司馬瓌 d. 274 Príncipe Lie de Taiyuan | Sima Gui 司馬瓌 d. 274 Príncipe Lie de Taiyuan | Sima Gui 司馬瓌 d. 274 Príncipe Lie de Taiyuan | Sima Gui 司馬瓌 d. 274 Príncipe Lie de Taiyuan | Sima Gui 司馬瓌 d. 274 Príncipe Lie de Taiyuan | Sima Gui 司馬瓌 d. 274 Príncipe Lie de Taiyuan |  |  | Sima Zhao 司馬昭 211–265 Emperador Wen Reconocimiento póstumo | Sima Zhao 司馬昭 211–265 Emperador Wen Reconocimiento póstumo | Sima Zhao 司馬昭 211–265 Emperador Wen Reconocimiento póstumo | Sima Zhao 司馬昭 211–265 Emperador Wen Reconocimiento póstumo | Sima Zhao 司馬昭 211–265 Emperador Wen Reconocimiento póstumo | Sima Zhao 司馬昭 211–265 Emperador Wen Reconocimiento póstumo |  |  | Sima Liang 司馬亮 d. 291 Príncipe Wencheng de Runan          | Sima Liang 司馬亮 d. 291 Príncipe Wencheng de Runan          | Sima Liang 司馬亮 d. 291 Príncipe Wencheng de Runan          | Sima Liang 司馬亮 d. 291 Príncipe Wencheng de Runan          | Sima Liang 司馬亮 d. 291 Príncipe Wencheng de Runan          | Sima Liang 司馬亮 d. 291 Príncipe Wencheng de Runan          |  |  | Sima Lun 司馬倫 d. 301 Príncipe de Zhao | Sima Lun 司馬倫 d. 301 Príncipe de Zhao | Sima Lun 司馬倫 d. 301 Príncipe de Zhao | Sima Lun 司馬倫 d. 301 Príncipe de Zhao | Sima Lun 司馬倫 d. 301 Príncipe de Zhao | Sima Lun 司馬倫 d. 301 Príncipe de Zhao |  |  | Sima Shi 司馬師 208–255 Emperador Jing Reconocimiento póstumo | Sima Shi 司馬師 208–255 Emperador Jing Reconocimiento póstumo | Sima Shi 司馬師 208–255 Emperador Jing Reconocimiento póstumo | Sima Shi 司馬師 208–255 Emperador Jing Reconocimiento póstumo | Sima Shi 司馬師 208–255 Emperador Jing Reconocimiento póstumo | Sima Shi 司馬師 208–255 Emperador Jing Reconocimiento póstumo |  |  | Sima Zhou 司馬伷 227–283 Príncipe Wu de Langya  | Sima Zhou 司馬伷 227–283 Príncipe Wu de Langya  | Sima Zhou 司馬伷 227–283 Príncipe Wu de Langya  | Sima Zhou 司馬伷 227–283 Príncipe Wu de Langya  | Sima Zhou 司馬伷 227–283 Príncipe Wu de Langya  | Sima Zhou 司馬伷 227–283 Príncipe Wu de Langya  |  |  | Sima Tai 司馬泰 d. 299 Príncipe Wenxian de Gaomi    | Sima Tai 司馬泰 d. 299 Príncipe Wenxian de Gaomi    | Sima Tai 司馬泰 d. 299 Príncipe Wenxian de Gaomi    | Sima Tai 司馬泰 d. 299 Príncipe Wenxian de Gaomi    | Sima Tai 司馬泰 d. 299 Príncipe Wenxian de Gaomi    | Sima Tai 司馬泰 d. 299 Príncipe Wenxian de Gaomi    |  |  |  |  |  |  |  |  |  |  |  |  |  |  |  |  |  |  |  |  |  |  |  |  |  |  |  |  |  |  |  |  |  |  |  |  |  |  |  |  |  |  |  |  |  |  |  |  |  |  |  |  |  |  |  |  |
|                                                    |                                                    |                                                    |                                                    |                                                    |                                                    |  |  |                                                |                                                |                                                |                                                |                                                |                                                |  |  |                                                               |                                                               |                                                               |                                                               |                                                               |                                                               |  |  |                                                              |                                                              |                                                              |                                                              |                                                              |                                                              |  |  |                                         |                                         |                                         |                                         |                                         |                                         |  |  |                                                               |                                                               |                                                               |                                                               |                                                               |                                                               |  |  |                                                 |                                                 |                                                 |                                                 |                                                 |                                                 |  |  |                                                     |                                                     |                                                     |                                                     |                                                     |                                                     |  |  |  |  |  |  |  |  |  |  |  |  |  |  |  |  |  |  |  |  |  |  |  |  |  |  |  |  |  |  |  |  |  |  |  |  |  |  |  |  |  |  |  |  |  |  |  |  |  |  |  |  |  |  |  |  |
|                                                    |                                                    |                                                    |                                                    |                                                    |                                                    |  |  | Sima Yong 司馬顒 d. 306 Príncipe de Hejian     | Sima Yong 司馬顒 d. 306 Príncipe de Hejian     | Sima Yong 司馬顒 d. 306 Príncipe de Hejian     | Sima Yong 司馬顒 d. 306 Príncipe de Hejian     | Sima Yong 司馬顒 d. 306 Príncipe de Hejian     | Sima Yong 司馬顒 d. 306 Príncipe de Hejian     |  |  | Sima Yan 司馬炎 236–290 Emperador Wu r. 265–290               | Sima Yan 司馬炎 236–290 Emperador Wu r. 265–290               | Sima Yan 司馬炎 236–290 Emperador Wu r. 265–290               | Sima Yan 司馬炎 236–290 Emperador Wu r. 265–290               | Sima Yan 司馬炎 236–290 Emperador Wu r. 265–290               | Sima Yan 司馬炎 236–290 Emperador Wu r. 265–290               |  |  |                                                              |                                                              |                                                              |                                                              |                                                              |                                                              |  |  |                                         |                                         |                                         |                                         |                                         |                                         |  |  | Sima You 司馬攸 248–283 Príncipe Xian de Qi                   | Sima You 司馬攸 248–283 Príncipe Xian de Qi                   | Sima You 司馬攸 248–283 Príncipe Xian de Qi                   | Sima You 司馬攸 248–283 Príncipe Xian de Qi                   | Sima You 司馬攸 248–283 Príncipe Xian de Qi                   | Sima You 司馬攸 248–283 Príncipe Xian de Qi                   |  |  | Sima Jin 司馬覲 256–290 Príncipe Gong de Langya | Sima Jin 司馬覲 256–290 Príncipe Gong de Langya | Sima Jin 司馬覲 256–290 Príncipe Gong de Langya | Sima Jin 司馬覲 256–290 Príncipe Gong de Langya | Sima Jin 司馬覲 256–290 Príncipe Gong de Langya | Sima Jin 司馬覲 256–290 Príncipe Gong de Langya |  |  | Sima Yue 司馬越 d. 311 Príncipe Xiaoxian de Donghai | Sima Yue 司馬越 d. 311 Príncipe Xiaoxian de Donghai | Sima Yue 司馬越 d. 311 Príncipe Xiaoxian de Donghai | Sima Yue 司馬越 d. 311 Príncipe Xiaoxian de Donghai | Sima Yue 司馬越 d. 311 Príncipe Xiaoxian de Donghai | Sima Yue 司馬越 d. 311 Príncipe Xiaoxian de Donghai |  |  |  |  |  |  |  |  |  |  |  |  |  |  |  |  |  |  |  |  |  |  |  |  |  |  |  |  |  |  |  |  |  |  |  |  |  |  |  |  |  |  |  |  |  |  |  |  |  |  |  |  |  |  |  |  |
|                                                    |                                                    |                                                    |                                                    |                                                    |                                                    |  |  | Sima Yong 司馬顒 d. 306 Príncipe de Hejian     | Sima Yong 司馬顒 d. 306 Príncipe de Hejian     | Sima Yong 司馬顒 d. 306 Príncipe de Hejian     | Sima Yong 司馬顒 d. 306 Príncipe de Hejian     | Sima Yong 司馬顒 d. 306 Príncipe de Hejian     | Sima Yong 司馬顒 d. 306 Príncipe de Hejian     |  |  | Sima Yan 司馬炎 236–290 Emperador Wu r. 265–290               | Sima Yan 司馬炎 236–290 Emperador Wu r. 265–290               | Sima Yan 司馬炎 236–290 Emperador Wu r. 265–290               | Sima Yan 司馬炎 236–290 Emperador Wu r. 265–290               | Sima Yan 司馬炎 236–290 Emperador Wu r. 265–290               | Sima Yan 司馬炎 236–290 Emperador Wu r. 265–290               |  |  |                                                              |                                                              |                                                              |                                                              |                                                              |                                                              |  |  |                                         |                                         |                                         |                                         |                                         |                                         |  |  | Sima You 司馬攸 248–283 Príncipe Xian de Qi                   | Sima You 司馬攸 248–283 Príncipe Xian de Qi                   | Sima You 司馬攸 248–283 Príncipe Xian de Qi                   | Sima You 司馬攸 248–283 Príncipe Xian de Qi                   | Sima You 司馬攸 248–283 Príncipe Xian de Qi                   | Sima You 司馬攸 248–283 Príncipe Xian de Qi                   |  |  | Sima Jin 司馬覲 256–290 Príncipe Gong de Langya | Sima Jin 司馬覲 256–290 Príncipe Gong de Langya | Sima Jin 司馬覲 256–290 Príncipe Gong de Langya | Sima Jin 司馬覲 256–290 Príncipe Gong de Langya | Sima Jin 司馬覲 256–290 Príncipe Gong de Langya | Sima Jin 司馬覲 256–290 Príncipe Gong de Langya |  |  | Sima Yue 司馬越 d. 311 Príncipe Xiaoxian de Donghai | Sima Yue 司馬越 d. 311 Príncipe Xiaoxian de Donghai | Sima Yue 司馬越 d. 311 Príncipe Xiaoxian de Donghai | Sima Yue 司馬越 d. 311 Príncipe Xiaoxian de Donghai | Sima Yue 司馬越 d. 311 Príncipe Xiaoxian de Donghai | Sima Yue 司馬越 d. 311 Príncipe Xiaoxian de Donghai |  |  |  |  |  |  |  |  |  |  |  |  |  |  |  |  |  |  |  |  |  |  |  |  |  |  |  |  |  |  |  |  |  |  |  |  |  |  |  |  |  |  |  |  |  |  |  |  |  |  |  |  |  |  |  |  |
|                                                    |                                                    |                                                    |                                                    |                                                    |                                                    |  |  |                                                |                                                |                                                |                                                |                                                |                                                |  |  |                                                               |                                                               |                                                               |                                                               |                                                               |                                                               |  |  |                                                              |                                                              |                                                              |                                                              |                                                              |                                                              |  |  |                                         |                                         |                                         |                                         |                                         |                                         |  |  |                                                               |                                                               |                                                               |                                                               |                                                               |                                                               |  |  |                                                 |                                                 |                                                 |                                                 |                                                 |                                                 |  |  |                                                     |                                                     |                                                     |                                                     |                                                     |                                                     |  |  |  |  |  |  |  |  |  |  |  |  |  |  |  |  |  |  |  |  |  |  |  |  |  |  |  |  |  |  |  |  |  |  |  |  |  |  |  |  |  |  |  |  |  |  |  |  |  |  |  |  |  |  |  |  |
| Sima Zhong 司馬衷 259–307 Emperador Hui r. 290–307 | Sima Zhong 司馬衷 259–307 Emperador Hui r. 290–307 | Sima Zhong 司馬衷 259–307 Emperador Hui r. 290–307 | Sima Zhong 司馬衷 259–307 Emperador Hui r. 290–307 | Sima Zhong 司馬衷 259–307 Emperador Hui r. 290–307 | Sima Zhong 司馬衷 259–307 Emperador Hui r. 290–307 |  |  | Sima Wei 司馬瑋 271–291 Príncipe Yin de Chu    | Sima Wei 司馬瑋 271–291 Príncipe Yin de Chu    | Sima Wei 司馬瑋 271–291 Príncipe Yin de Chu    | Sima Wei 司馬瑋 271–291 Príncipe Yin de Chu    | Sima Wei 司馬瑋 271–291 Príncipe Yin de Chu    | Sima Wei 司馬瑋 271–291 Príncipe Yin de Chu    |  |  |                                                               |                                                               |                                                               |                                                               |                                                               |                                                               |  |  | Sima Ai 司馬乂 277–304 Príncipe Li de Changsha               | Sima Ai 司馬乂 277–304 Príncipe Li de Changsha               | Sima Ai 司馬乂 277–304 Príncipe Li de Changsha               | Sima Ai 司馬乂 277–304 Príncipe Li de Changsha               | Sima Ai 司馬乂 277–304 Príncipe Li de Changsha               | Sima Ai 司馬乂 277–304 Príncipe Li de Changsha               |  |  |                                         |                                         |                                         |                                         |                                         |                                         |  |  | Sima Jiong 司馬冏 d. 302 Príncipe Wumin de Qi                 | Sima Jiong 司馬冏 d. 302 Príncipe Wumin de Qi                 | Sima Jiong 司馬冏 d. 302 Príncipe Wumin de Qi                 | Sima Jiong 司馬冏 d. 302 Príncipe Wumin de Qi                 | Sima Jiong 司馬冏 d. 302 Príncipe Wumin de Qi                 | Sima Jiong 司馬冏 d. 302 Príncipe Wumin de Qi                 |  |  | Emperadores del Jin Oriental (317–420)          | Emperadores del Jin Oriental (317–420)          | Emperadores del Jin Oriental (317–420)          | Emperadores del Jin Oriental (317–420)          | Emperadores del Jin Oriental (317–420)          | Emperadores del Jin Oriental (317–420)          |  |  |                                                     |                                                     |                                                     |                                                     |                                                     |                                                     |  |  |  |  |  |  |  |  |  |  |  |  |  |  |  |  |  |  |  |  |  |  |  |  |  |  |  |  |  |  |  |  |  |  |  |  |  |  |  |  |  |  |  |  |  |  |  |  |  |  |  |  |  |  |  |  |
| Sima Zhong 司馬衷 259–307 Emperador Hui r. 290–307 | Sima Zhong 司馬衷 259–307 Emperador Hui r. 290–307 | Sima Zhong 司馬衷 259–307 Emperador Hui r. 290–307 | Sima Zhong 司馬衷 259–307 Emperador Hui r. 290–307 | Sima Zhong 司馬衷 259–307 Emperador Hui r. 290–307 | Sima Zhong 司馬衷 259–307 Emperador Hui r. 290–307 |  |  | Sima Wei 司馬瑋 271–291 Príncipe Yin de Chu    | Sima Wei 司馬瑋 271–291 Príncipe Yin de Chu    | Sima Wei 司馬瑋 271–291 Príncipe Yin de Chu    | Sima Wei 司馬瑋 271–291 Príncipe Yin de Chu    | Sima Wei 司馬瑋 271–291 Príncipe Yin de Chu    | Sima Wei 司馬瑋 271–291 Príncipe Yin de Chu    |  |  |                                                               |                                                               |                                                               |                                                               |                                                               |                                                               |  |  | Sima Ai 司馬乂 277–304 Príncipe Li de Changsha               | Sima Ai 司馬乂 277–304 Príncipe Li de Changsha               | Sima Ai 司馬乂 277–304 Príncipe Li de Changsha               | Sima Ai 司馬乂 277–304 Príncipe Li de Changsha               | Sima Ai 司馬乂 277–304 Príncipe Li de Changsha               | Sima Ai 司馬乂 277–304 Príncipe Li de Changsha               |  |  |                                         |                                         |                                         |                                         |                                         |                                         |  |  | Sima Jiong 司馬冏 d. 302 Príncipe Wumin de Qi                 | Sima Jiong 司馬冏 d. 302 Príncipe Wumin de Qi                 | Sima Jiong 司馬冏 d. 302 Príncipe Wumin de Qi                 | Sima Jiong 司馬冏 d. 302 Príncipe Wumin de Qi                 | Sima Jiong 司馬冏 d. 302 Príncipe Wumin de Qi                 | Sima Jiong 司馬冏 d. 302 Príncipe Wumin de Qi                 |  |  | Emperadores del Jin Oriental (317–420)          | Emperadores del Jin Oriental (317–420)          | Emperadores del Jin Oriental (317–420)          | Emperadores del Jin Oriental (317–420)          | Emperadores del Jin Oriental (317–420)          | Emperadores del Jin Oriental (317–420)          |  |  |                                                     |                                                     |                                                     |                                                     |                                                     |                                                     |  |  |  |  |  |  |  |  |  |  |  |  |  |  |  |  |  |  |  |  |  |  |  |  |  |  |  |  |  |  |  |  |  |  |  |  |  |  |  |  |  |  |  |  |  |  |  |  |  |  |  |  |  |  |  |  |
|                                                    |                                                    |                                                    |                                                    |                                                    |                                                    |  |  |                                                |                                                |                                                |                                                |                                                |                                                |  |  |                                                               |                                                               |                                                               |                                                               |                                                               |                                                               |  |  |                                                              |                                                              |                                                              |                                                              |                                                              |                                                              |  |  |                                         |                                         |                                         |                                         |                                         |                                         |  |  |                                                               |                                                               |                                                               |                                                               |                                                               |                                                               |  |  |                                                 |                                                 |                                                 |                                                 |                                                 |                                                 |  |  |                                                     |                                                     |                                                     |                                                     |                                                     |                                                     |  |  |  |  |  |  |  |  |  |  |  |  |  |  |  |  |  |  |  |  |  |  |  |  |  |  |  |  |  |  |  |  |  |  |  |  |  |  |  |  |  |  |  |  |  |  |  |  |  |  |  |  |  |  |  |  |
| Sima Yu 司馬遹 278–300 Príncipe heredero Minhuai   | Sima Yu 司馬遹 278–300 Príncipe heredero Minhuai   | Sima Yu 司馬遹 278–300 Príncipe heredero Minhuai   | Sima Yu 司馬遹 278–300 Príncipe heredero Minhuai   | Sima Yu 司馬遹 278–300 Príncipe heredero Minhuai   | Sima Yu 司馬遹 278–300 Príncipe heredero Minhuai   |  |  | Sima Ying 司馬穎 279–306 Príncipe de Chengdu   | Sima Ying 司馬穎 279–306 Príncipe de Chengdu   | Sima Ying 司馬穎 279–306 Príncipe de Chengdu   | Sima Ying 司馬穎 279–306 Príncipe de Chengdu   | Sima Ying 司馬穎 279–306 Príncipe de Chengdu   | Sima Ying 司馬穎 279–306 Príncipe de Chengdu   |  |  | Sima Yan 司馬晏 283–313 Príncipe Xiao de Wu                   | Sima Yan 司馬晏 283–313 Príncipe Xiao de Wu                   | Sima Yan 司馬晏 283–313 Príncipe Xiao de Wu                   | Sima Yan 司馬晏 283–313 Príncipe Xiao de Wu                   | Sima Yan 司馬晏 283–313 Príncipe Xiao de Wu                   | Sima Yan 司馬晏 283–313 Príncipe Xiao de Wu                   |  |  | Sima Chi 司馬熾 284–313 Emperador Huai r. 307–311            | Sima Chi 司馬熾 284–313 Emperador Huai r. 307–311            | Sima Chi 司馬熾 284–313 Emperador Huai r. 307–311            | Sima Chi 司馬熾 284–313 Emperador Huai r. 307–311            | Sima Chi 司馬熾 284–313 Emperador Huai r. 307–311            | Sima Chi 司馬熾 284–313 Emperador Huai r. 307–311            |  |  |                                         |                                         |                                         |                                         |                                         |                                         |  |  |                                                               |                                                               |                                                               |                                                               |                                                               |                                                               |  |  |                                                 |                                                 |                                                 |                                                 |                                                 |                                                 |  |  |                                                     |                                                     |                                                     |                                                     |                                                     |                                                     |  |  |  |  |  |  |  |  |  |  |  |  |  |  |  |  |  |  |  |  |  |  |  |  |  |  |  |  |  |  |  |  |  |  |  |  |  |  |  |  |  |  |  |  |  |  |  |  |  |  |  |  |  |  |  |  |
| Sima Yu 司馬遹 278–300 Príncipe heredero Minhuai   | Sima Yu 司馬遹 278–300 Príncipe heredero Minhuai   | Sima Yu 司馬遹 278–300 Príncipe heredero Minhuai   | Sima Yu 司馬遹 278–300 Príncipe heredero Minhuai   | Sima Yu 司馬遹 278–300 Príncipe heredero Minhuai   | Sima Yu 司馬遹 278–300 Príncipe heredero Minhuai   |  |  | Sima Ying 司馬穎 279–306 Príncipe de Chengdu   | Sima Ying 司馬穎 279–306 Príncipe de Chengdu   | Sima Ying 司馬穎 279–306 Príncipe de Chengdu   | Sima Ying 司馬穎 279–306 Príncipe de Chengdu   | Sima Ying 司馬穎 279–306 Príncipe de Chengdu   | Sima Ying 司馬穎 279–306 Príncipe de Chengdu   |  |  | Sima Yan 司馬晏 283–313 Príncipe Xiao de Wu                   | Sima Yan 司馬晏 283–313 Príncipe Xiao de Wu                   | Sima Yan 司馬晏 283–313 Príncipe Xiao de Wu                   | Sima Yan 司馬晏 283–313 Príncipe Xiao de Wu                   | Sima Yan 司馬晏 283–313 Príncipe Xiao de Wu                   | Sima Yan 司馬晏 283–313 Príncipe Xiao de Wu                   |  |  | Sima Chi 司馬熾 284–313 Emperador Huai r. 307–311            | Sima Chi 司馬熾 284–313 Emperador Huai r. 307–311            | Sima Chi 司馬熾 284–313 Emperador Huai r. 307–311            | Sima Chi 司馬熾 284–313 Emperador Huai r. 307–311            | Sima Chi 司馬熾 284–313 Emperador Huai r. 307–311            | Sima Chi 司馬熾 284–313 Emperador Huai r. 307–311            |  |  |                                         |                                         |                                         |                                         |                                         |                                         |  |  |                                                               |                                                               |                                                               |                                                               |                                                               |                                                               |  |  |                                                 |                                                 |                                                 |                                                 |                                                 |                                                 |  |  |                                                     |                                                     |                                                     |                                                     |                                                     |                                                     |  |  |  |  |  |  |  |  |  |  |  |  |  |  |  |  |  |  |  |  |  |  |  |  |  |  |  |  |  |  |  |  |  |  |  |  |  |  |  |  |  |  |  |  |  |  |  |  |  |  |  |  |  |  |  |  |
|                                                    |                                                    |                                                    |                                                    |                                                    |                                                    |  |  |                                                |                                                |                                                |                                                |                                                |                                                |  |  | Sima Ye 司馬業 300–318 Emperador Min r. 313–316               |                                                               |                                                               |                                                               |                                                               |                                                               |  |  |                                                              |                                                              |                                                              |                                                              |                                                              |                                                              |  |  |                                         |                                         |                                         |                                         |                                         |                                         |  |  |                                                               |                                                               |                                                               |                                                               |                                                               |                                                               |  |  |                                                 |                                                 |                                                 |                                                 |                                                 |                                                 |  |  |                                                     |                                                     |                                                     |                                                     |                                                     |                                                     |  |  |  |  |  |  |  |  |  |  |  |  |  |  |  |  |  |  |  |  |  |  |  |  |  |  |  |  |  |  |  |  |  |  |  |  |  |  |  |  |  |  |  |  |  |  |  |  |  |  |  |  |  |  |  |  |

## Antecedentes

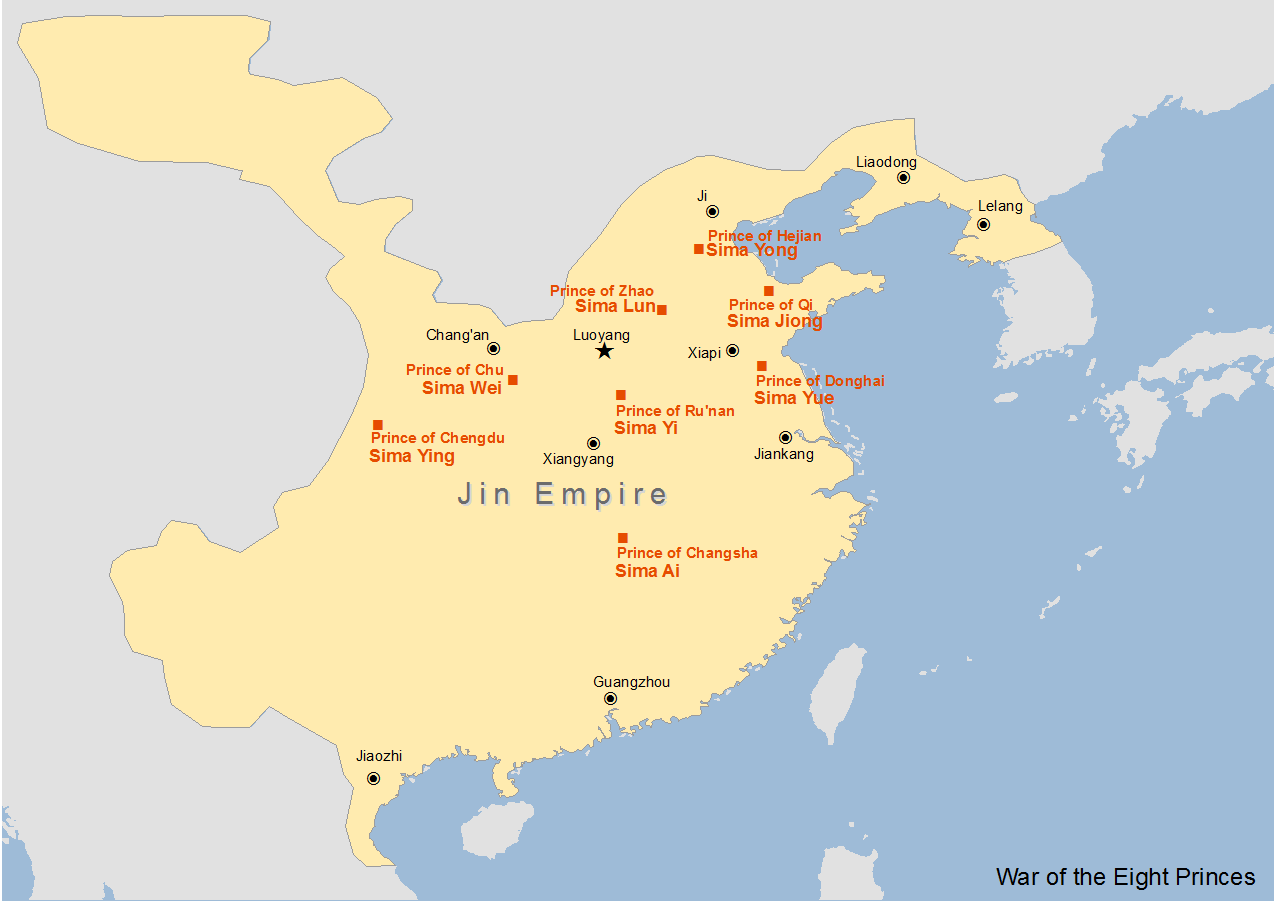
Mapa que muestra la ubicación de los príncipes que dan nombre a este período.

Sima Yi, un oficial, general y regente del estado de Cao Wei durante el período de los Tres Reinos, tomó efectivamente el control de Wei a principios de 249 después de instigar un golpe exitoso contra su corregente, Cao Shuang. Sima Yi y dos de sus hijos, Sima Shi y Sima Zhao, llegaron a servir como gobernantes de facto de Wei.
En 266, el hijo mayor de Sima Zhao, Sima Yan, obligó al emperador Wei Cao Huan a abdicar del trono y estableció la dinastía Jin. Sima Yan trató de reforzar el poder del clan Sima enfrentándose a sus tíos, primos e hijos. Aquellos con feudos grandes tenían derecho a un ejército de cinco mil hombres, los que tenían un feudo medio tenían derecho a un ejército de tres mil, y los que tenían feudos pequeños tenían derecho a un ejército de mil quinientos. Con el paso del tiempo, estos príncipes y duques recibieron poderes administrativos sobre sus tierras y se les concedió el poder de recaudar impuestos y emplear a funcionarios centrales.
Tras la muerte de Sima Yan, póstumamente emperador Wu de Jin, en 290, estalló una compleja lucha por el poder conocida como la guerra de los ocho príncipes entre el clan Sima. El nuevo emperador, el emperador Hui de Jin, tenía una discapacidad de desarrollo. La madrastra del emperador, la emperatriz Yang Zhi, ejerció el mayor poder en la corte y empoderó al clan consorte Yang, con su padre Yang Jun como autoridad. La esposa del emperador, la emperatriz Jia Nanfeng, no estaba contenta con ser excluida de esta situación. Ella contó con la ayuda de Sima Wei y Sima Liang. Las tropas de Sima Wei entraron en Luoyang sin oposición del gobierno central. En 291, la emperatriz Jia emitió un edicto acusando a Yang Jun de traición. Yang Jun fue asesinado por las tropas de Wei, la emperatriz viuda murió de hambre bajo arresto domiciliario y 3000 miembros del clan Yang fueron ejecutados.

## Príncipe de Runan (Sima Liang), 291
Después del golpe contra la emperatriz Yang Zhi, el tío abuelo del emperador, Sima Liang, el príncipe de Runan, se convirtió en regente. Liang amenazó a Sima Wei y lo presionó para que devolviera su feudo de la provincia de Jing. Unas semanas más tarde, la emperatriz Jia y Wei, que en ese momento tenía el control de un batallón de guardias imperiales, conspiraron para matar a Liang. Se emitió un edicto imperial acusando a Liang de traición y Wei encabezó otro golpe de Estado que mató a Liang.

## Príncipe de Chu (Sima Wei), 291
Inmediatamente después de la muerte de Sima Liang, se le recomendó a Sima Wei que expandiera su poder a expensas de la emperatriz Jia, pero dudó en tomar medidas contra la emperatriz. Dos días después de la muerte de Liang, la emperatriz Jia difundió un rumor por el campamento de Wei acusándolo de haber falsificado el edicto imperial que ordenó la muerte de Liang. Abandonado por sus seguidores, Wei fue capturado y ejecutado.
La emperatriz Jia gobernó la corte en nombre del emperador hasta el año 300. Comenzaron a extenderse rumores sobre el libertinaje personal y el comportamiento tiránico de la emperatriz Jia, sembrando las semillas del descontento que afloraría a finales de la década.
Un líder Di, Yang Maosou, estableció el estado de Chouchi al sur de Tianshui en 296.

## Emperatriz Jia, 300
En 299, la emperatriz Jia orquestó el arresto de Sima Yu, heredero al trono, convenciéndolo mientras estaba borracho de copiar un texto que decía, entre otras cosas, que el emperador Hui debía abdicar en su favor. La emperatriz Jia luego presentó el texto copiado al emperador Hui, quien decidió ejecutar a su hijo. La emperatriz Jia deseaba que el castigo se llevara a cabo de inmediato, pero el emperador Hui simplemente depuso a Sima Yu y lo mantuvo bajo arresto domiciliario por el momento.
Sima Lun, príncipe de Zhao, era tutor del príncipe en ese momento y se le consideraba miembro del círculo íntimo de la emperatriz Jia. También comandó algunas tropas en la capital como general del Ejército de Derecha y era conocido por ser «avaro y falso», así como «simple y estúpido», y solo prestó atención a los consejos de Sun Xiu. Lun había deseado durante mucho tiempo traicionar a la emperatriz, pero Sun Xiu lo convenció de esperar hasta que Yu se encontrara fuera de juego, argumentando que debido a la supuesta lealtad de Lun a la emperatriz, las acciones de Lun solo conducirían al ascenso de Yu, quien luego exigiría vengarse del propio Lun. Con el apoyo de Lun, la emperatriz asesinó a Yu. Luego, Lun emitió un edicto supuestamente del emperador Hui, arrestó a la emperatriz Jia y la puso bajo arresto domiciliario, y luego la obligó a suicidarse bebiendo vino de oro. Lun, nuevamente por medio de un edicto imperial falsificado, primero se designó a sí mismo como Gran Visir, y en 301, se coronó emperador, poniendo al emperador Hui bajo arresto domiciliario.

## Príncipe de Zhao (Sima Lun), 301
La usurpación del trono por parte de Sima Lun fue fuertemente impugnada por los otros príncipes. Sima Yun, príncipe de Huainan, se rebeló contra Lun con solo 700 hombres. Uno de los partidarios de Lun fingió desertar a Yun, y luego lo mató, poniendo fin a su rebelión.
Tres grandes príncipes se aliaron para oponerse a él: en Xuchang, el príncipe de Qi, Sima Jiong; en Chang'an, el príncipe de Hejian, Sima Yong, y en Chengdu, el príncipe de Chengdu, Sima Ying. Lun inicialmente los había enviado lejos con promociones de rango y oficiales para espiarlos, pero esto fue contraproducente cuando Jiong usó al oficial que le habían dado a su favor. Envió al oficial a reprimir una rebelión local y luego lo ejecutó, rebelándose inmediatamente después. Ying y Yong siguieron sus pasos. Ying fue descrito como hermoso pero aburrido de mente y falto de cultura; sin embargo, escuchó el consejo de su asesor Lu Zhi de reunir a los gobernadores a su causa. Unas 200 000 tropas, incluidas las fuerzas de Sima Ai, príncipe de Changsha, se reunieron cerca de Ye. Desde Changsha, Yong envió tropas al mando de Zhang Fang para apoyar a Lun.
Lun envió a Sun Fu y Zhang Hong con 24 000 hombres para asegurar los pases y 30 000 al mando de Sun Hui para enfrentarse a Ying. Zhang Hong se enfrentó a Jiong y lo derrotó varias veces antes de que Jiong se retirara y acampara en Yingyin, a medio camino entre Yangdi y Xuchang. Sun Fu entró en pánico y huyó de regreso a Luoyang, difundiendo rumores de que Zhang Hong había sido derrotado. Lun ordenó al ejército principal que regresara y protegiera Luoyang y luego se enfrentara a Ying nuevamente. Sin embargo, en ese momento, Jiong había revertido sus primeras derrotas y había obligado a Zhang Hong a regresar a la capital. Sun Hui lideró el ejército principal contra Ying en el puente Amarillo, derrotando al príncipe y matando a 10 000 de sus hombres. Ying reunió a sus tropas y regresó con un contraataque, aplastando las fuerzas de Hui en el río Chou, al norte del río Amarillo.
El 30 de mayo de 301, el general de la Guardia Izquierda condujo tropas al palacio y arrestó a Lun. Pasó los días siguientes denunciando su propia conducta antes de ser ejecutado. El emperador Hui de Jin fue reinstalado en el trono. Celebró la ocasión con una borrachera ininterrumpida de cinco días. Ying llegó a la capital el 1 de junio y Yong el 7 de junio. Jiong entró en la capital con «varios cientos de miles de soldados con armadura, ante los cuales la capital tembló de asombro» el 23 de julio.
El 11 de agosto de 301, Sima Jiong recibió el control del gobierno y Sima Ai fue puesto al mando del Ejército de Izquierda. Sin embargo, Sima Ai estaba descontento con el gobierno de Jiong, a quien consideraba que había usurpado la autoridad. Siguiendo el consejo de Lu Zhi, Sima Ying se retiró a Ye para cuidar de su madre enferma. Luego organizó el transporte de granos a la región de Yangdi, asolada por el hambre, que había sido devastada por la guerra. Tenía más de 8000 féretros construidos para los funerales de alta ceremonia de los que habían caído en la batalla y más de 14 000 de los soldados de Sima Lun para ser enterrados. Jiong ordenó a Ying que regresara a la capital, pero él se negó. Estas maniobras fueron todas planeadas por parte de Lu Zhi.

## Príncipe de Qi (Sima Jiong), 302
A mediados del 302, el último en el linaje de Sima Yu murió, volviendo confusa la línea de sucesión. Sima Jiong designó al hijo del hermano menor del emperador, Sima Tan, como príncipe heredero. Al mismo tiempo, Sima Yue, príncipe de Donghai, fue designado para dirigir la Secretaría Central.
Jiong quería nombrar a Li Han, uno de los jefes de personal de Sima Yong, como coronel del Ejército de Preparación. Li Han temía aceptar el nombramiento debido a la enemistad entre él y Huangfu Shang, uno de los asesores de Jiong. Li Han huyó del lado de Yong alegando tener un decreto imperial secreto que ordenaba a Yong eliminar a Jiong. Yong se rebeló con unas 100 000 tropas con la ayuda de Sima Ying. Cuando la noticia del avance rebelde llegó a la capital, Sima Ai estuvo implicado en un complot para eliminar a Jiong. Jiong envió tropas para matar a Ai, quien huyó al palacio imperial en busca de protección. Allí, utilizando tanto guardias imperiales como sus propias fuerzas personales, Ai defendió el palacio contra Jiong dentro de Luoyang durante tres días. Finalmente, los propios oficiales de Jiong lo traicionaron y fue capturado y asesinado.
Sima Ai tomó el control de la capital, pero delegó la autoridad a su hermano, Ying.

## Príncipe de Changsha (Sima Ai), 303–304
La administración de Sima Ai no logró lidiar con los movimientos rebeldes en el imperio. En el suroeste, la rebelión de Ba-Di iniciada por Li Te continuó a pesar de su muerte. A lo largo del Changjiang, los soldados bárbaros también se rebelaron. Ai ordenó a Sima Yong que enviara tropas contra ellos, pero Yong se negó. Ai también tuvo una pelea con Sima Ying debido a que no pudo ayudarlo contra los rebeldes. Finalmente, Ai hizo arrestar y ejecutar a Li Han, lo que alienó tanto a Yong como a Ying.
En 303, Yong envió un ejército de 70 000 hombres al mando de Zhang Fang para atacar la capital. Ying también envió un ejército de 200 000 hombres bajo Lu Ji contra la capital. El 21 de septiembre de 303, Ai envió a 10 000 hombres al mando de Huangfu Shang para oponerse a Zhang Fang. Zhang Fang atrapó a Huangfu Shang en un ataque sorpresa y lo derrotó. Mientras tanto, Ai enfrentó la vanguardia de Lu Ji con el ejército principal y lo derrotó. Sin embargo, había dejado a Luoyang sin vigilancia, y Zhang Fang aprovechó la situación para tomar la capital. El 3 de noviembre, Ai se enfrentó personalmente al ejército de Lu Ji en las afueras de Luoyang. Los oficiales de Ai tenían varios miles de caballeros equipados con alabardas de doble punta que cargaron contra las fuerzas de Lu Ji, derrotándolos en gran medida. Lu Ji logró escapar, pero fue arrestado y ejecutado por orden de Ying. Meng Jiu lo reemplazó como jefe de operaciones militares.
Ai se movió hacia el oeste y derrotó a Zhang Fang, causándole 5000 bajas. Zhang Fang regresó a Luoyang por la noche y construyó un campamento fortificado, que Ai atacó sin éxito.
Ying se ofreció a dividir el imperio en dos con Ai, pero solo si Ai ejecutaba primero a Huangfu Shang, a lo cual Ai se negó.
Zhang Fang tomó la presa Qianjin, cortando efectivamente el suministro de agua de Luoyang. Ai envió a Liu Qin y Huangfu Shang a atacar a Chang'an. Sin embargo, Huangfu Shang fue capturado y asesinado. A pesar de esto, Ai resistió y, a principios de 304, Zhang Fang había perdido la esperanza de tomar Luoyang. Al ver esto, el ministro de Obras, Sima Yue, secuestró y puso a Ai bajo arresto domiciliario. Al abrir las puertas, Yue se rindió a las fuerzas enemigas. Sin embargo, viendo lo pocos que quedaban del ejército contrario, las tropas de la capital se arrepintieron de rendirse y en secreto conspiraron para liberar a Ai. Temiendo las consecuencias si Ai escapaba, Yue envió a Ai con Zhang Fang, quien prendió fuego a Ai.
Yong mandó a Zhang Fang para que se ocupara de Liu Qin, quien había derrotado a un ejército subordinado en su camino a Chang'an. En su camino de regreso, Zhang Fang se apoderó de más de 10 000 esclavas en Luoyang y las cortó en carne picada para alimentar a sus hombres. Llegaron justo a tiempo para derrotar y capturar a Liu Qin.
Ying nombró a Yue como presidente de la Secretaría de Estado mientras él mismo gobernaba desde Ye. Ying envió un ejército de 50 000 personas al mando de Shi Chao para proteger Luoyang.

## Príncipe de Chengdu (Sima Ying), 304
El 8 de abril de 304, Sima Ying encarceló a la emperatriz y depuso a su sobrino, Sima Tan. Ying luego se nombró a sí mismo príncipe heredero. Sima Yue se rebeló en Luoyang, devolviendo a la emperatriz y heredera a sus posiciones. Junto un ejército de más de 100 000 hombres en Anyang, al sur de Ye, y marchó hacia la capital de Ying. El general de Ying, Shi Chao, se enfrentó a Yue el 9 de septiembre de 304 y lo derrotó firmemente en la batalla de Dangyin. El emperador fue herido en batalla y capturado por Shi Chao. Yue huyó a Donghai (Shandong). Luoyang cayó ante las tropas de Yong, quienes decidieron ayudar a Ying. Sima Tan y la emperatriz fueron depuestos una vez más.
En el norte, el general Wang Jun, anteriormente bajo el régimen de Jia, se rebeló. Ying trajo al líder de Xiongnu del Sur, Liu Yuan, para reprimir a Wang Jun, pero en cambio aprovechó la oportunidad para nombrarse «Rey de Han» e hizo una oferta por el trono imperial como sucesor legítimo de la dinastía Han. A finales de Cao Wei o principios de Jin, los nobles del sur de Xiongnu afirmaron que también tenían ascendencia de la dinastía Han, a través de la alianza matrimonial (Heqin) en la que muchas princesas de la dinastía Han se casaron con muchos chanyus (gobernantes de Xiongnu) a lo largo de diferentes períodos de la historia de Xiongnu y, por lo tanto, cambió su apellido a Liu, el mismo nombre que el clan imperial Han. Apelando a las fuerzas de Xiongnu del Sur, que contaban con menos de 20 000 hombres, Liu Yuan los convenció de unirse a él y reclamar el legado de sus antepasados. Pronto, sus fuerzas aumentaron a más de 50 000 soldados.
Lu Zhi instó a Ying a usar las 15 000 tropas acorazadas restantes para escoltar al emperador Hui de Jin de regreso a Luoyang, pero en la mañana de su partida, las tropas desertaron. Sin tropas restantes, huyeron a Luoyang, donde Zhang Fang tomó posesión del emperador Hui. Fueron trasladados a Chang'an y Yong despojó a Ying de su puesto de heredero. A Sima Chi se le confirió el título de príncipe heredero.
Mientras tanto, en el suroeste, Li Xiong creó el estado Ba-Di de Cheng Han en 304.

## Príncipe de Hejian (Sima Yong), 305
A mediados del 305, Sima Yue se rebeló contra Sima Yong y reunió un ejército para llevar al emperador Hui de Jin de regreso a Luoyang. Se le unieron varios otros príncipes y el rebelde Wang Jun.
Yong liberó a Sima Ying y Lu Zhi con 1000 soldados para ayudar a las rebeliones contra Yue. El 19 de noviembre, nombró a Zhang Fang comandante de 100 000 soldados y lo envió a defender Xuchang. Con la ayuda de las fuerzas de caballería del sur de Xiongnu y Xianbei, Yue derrotó a la fuerza de vanguardia de Yong. Yue se ofreció a dividir el imperio en dos con Yong. Yong estuvo tentado de aceptar la oferta, pero Zhang Fang le aconsejó que siguiera luchando. En respuesta, Yong hizo ejecutar a Zhang Fang y envió su cabeza a Yue como parte de una oferta de paz. Yue lo ignoró y siguió avanzando hacia Chang'an. Para el 306, Yue había conquistado Chang'an, que sus auxiliares de Xianbei saquearon, matando a 20 000 personas. Yong huyó al monte Taibai, mientras que Ying se largó a Ye. Más tarde, Yong volvió a tomar Chang'an, donde se aisló. Sima Yue se convirtió en el último príncipe en dominar la corte imperial, que regresó a Luoyang.

## Príncipe de Donghai (Sima Yue), 306–307

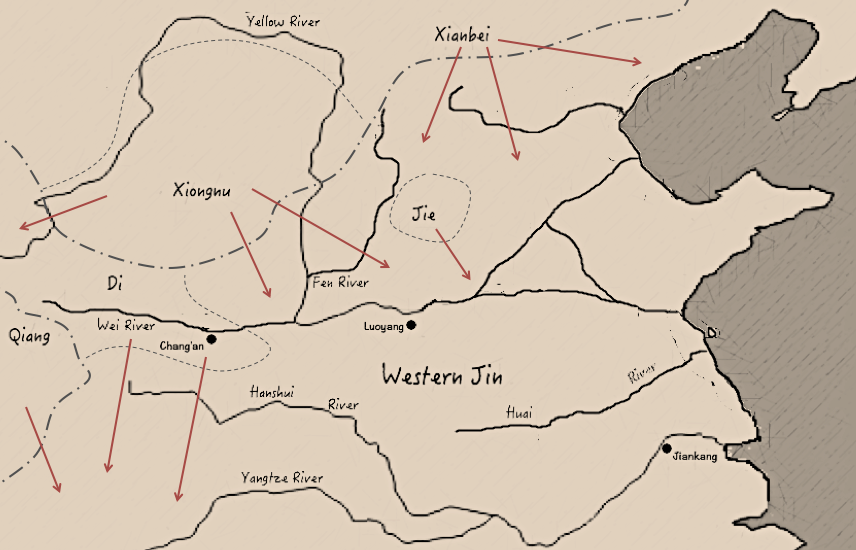
Mapa tras el levantamiento de los cinco bárbaros.

Sima Ying huyó a Chaoge, donde fue capturado y puesto bajo arresto domiciliario por Sima Xiao. Un mes después, sin embargo, Sima Xiao murió en circunstancias misteriosas. El sucesor de Xiao, Liu Yu, forjó un edicto falso ordenando la ejecución de Ying y lo mató. Lu Zhi enterró a Ying y asumió un puesto de personal con Sima Yue.
Mientras tanto, Sima Yong había vuelto a tomar las armas y capturado a Chang'an, pero no pudo avanzar mucho más allá de la región de Guanzhong. Por lo tanto, ambas partes llegaron a un punto muerto.
El emperador Hui de Jin murió el 8 de enero de 307 por comer tortas de trigo envenenadas. Su hermano Sima Chi lo sucedió, póstumamente conocido como emperador Huai de Jin. Como parte de los rituales de adhesión, el emperador Huai emitió un edicto ordenando a Yong comparecer ante los tribunales como ministro sobre las Masas. Creyendo que iba a ser indultado, Yong accedió a asistir al tribunal. Fue asesinado en una emboscada mientras se dirigía a la capital por fuerzas leales al príncipe de Nanyang, Sima Mo.
Sima Yue había ganado la guerra de los ocho príncipes.

## Conclusión

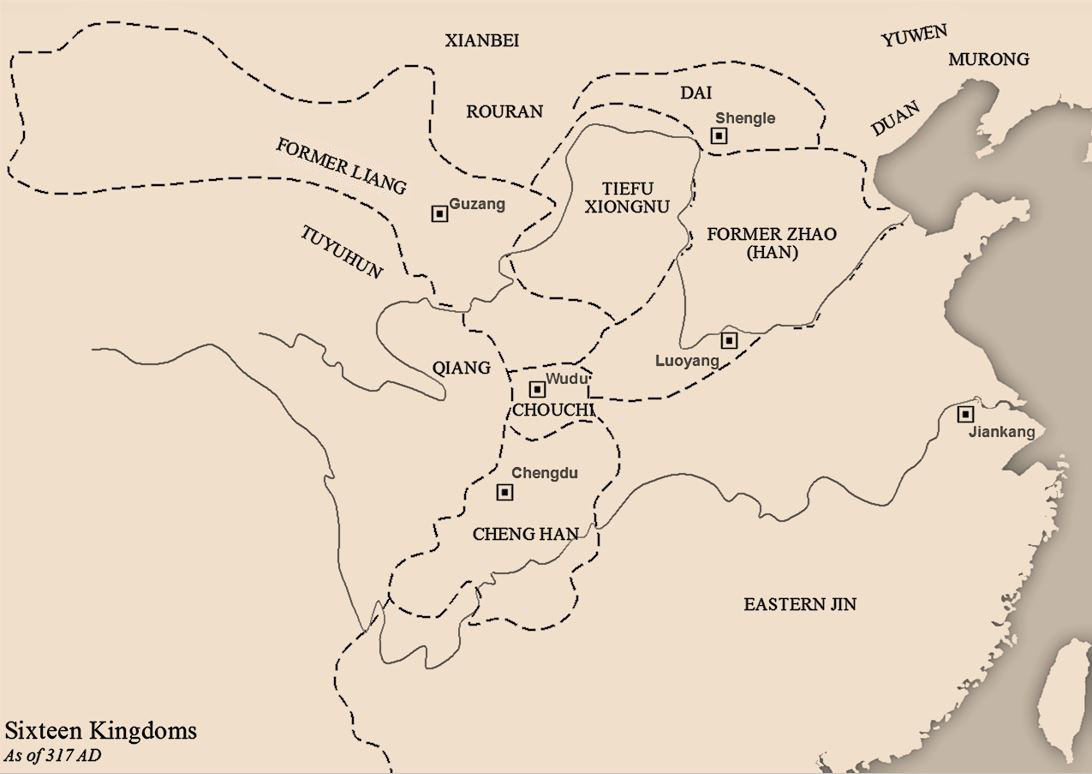
Situación en China en el 317, tras finalizar la guerra de los ocho príncipes.

La victoria de Sima Yue duró poco. El bandido Wang Mi capturó Xuchang en el centro de Henan un año después. Al mismo tiempo, el antiguo esclavo de origen bárbaro de Jie, Shi Le, que trabajaba a las órdenes de Liu Yuan, saqueó Ye. Juntos, Liu Yuan y Shi Le invadieron la mayor parte de las tierras al norte del río Amarillo. En 309, Yue envió 3000 soldados de infantería pesada para matar a los cortesanos favoritos del emperador Huai de Jin. Este acto le hizo perder todo el respeto de sus fuerzas y lo obligó a reforzar aún más su control sobre el territorio. En abril de 310, Shi Le capturó Xuchang. El emperador Huai conspiró con Gou Xi, el segundo al mando de Yue, para asesinar a Yue. El 23 de abril de 311, Sima Yue murió de estrés. La procesión fúnebre de Yue fue captada por Shi Le de camino a su feudo en Shandong. Más de 100 000 oficiales y hombres murieron, amontonados unos sobre otros en un montículo, siendo que ni uno solo pudo escapar.
Liu Yuan había muerto en 310 y su hijo Liu Cong ahora gobernaba el estado de Han Zhao en Xiongnu. Con 27 000 tropas de Xiongnu, Shi Le saqueó la capital de Jin, Luoyang, el 13 de julio de 311 y tomó al emperador Huai como rehén. Esto llegó a conocerse como el desastre de Yongjia. El emperador murió dos años después en cautiverio y fue sucedido por Sima Ye, el emperador Min de Jin, póstumamente. Una fuerza de vanguardia de 20 000 hombres de caballería Xiongnu cabalgó hacia el oeste y atacó a Sima Mo, el único hermano superviviente de Yue. El ejército principal al mando de los dos príncipes de Xiongnu atravesó el paso de Tong y sitió Chang'an, que fue rendida en 316. El emperador Min fue asesinado unos meses más tarde, poniendo fin a la dinastía Jin Occidental.
Cuatro años después de su victoria en la guerra de los ocho príncipes, Sima Yue había sido perseguido hasta la muerte por una variedad de rebeliones, invasiones y confabulaciones políticas de la corte. Cinco años después de su muerte, las capitales de Chang'an y Luoyang se habían perdido y la mayor parte del norte de China cayó bajo el dominio de una variedad de reinos bárbaros.